# 胡秉鈞
胡秉鈞，（1767年—1836年），字退思，號理軒，貴州省黎平府（今黎平縣）人，清朝官員。同進士出身。

## 生平
胡秉鈞為嘉慶三年（1798年）舉人，嘉慶十年（1805年）考中丁未科三甲進士，任河南扶溝知縣，因事降貴州遵義府訓導。其子胡長新也為進士。